# Morhange
 Morhange  es una población y comuna francesa, en la región de Lorena, departamento de Mosela, en el distrito de Forbach y cantón de Grostenquin.

## Demografía
| 4786 | 4478 | 4724 | 4674 | 4460 | 4050 |
| Para los censos de 1962 a 1999 la población legal corresponde a la población sin duplicidades (Fuente: INSEE [Consultar]) |      |      |      |      |      |